# Stanley Matthews
Pour les articles homonymes, voir Matthews et Stanley Matthews (tennis).
Sir Stanley Matthews, né le 1er février 1915 à Hanley (Staffordshire) et mort le 23 février 2000 à Stoke-on-Trent (Staffordshire), est un footballeur international anglais reconverti entraîneur, parmi les plus célèbres de l'histoire de son pays.
Évoluant au poste d'ailier droit, il réalise sa carrière dans deux clubs modestes, Stoke City, l'équipe de sa ville natale, et Blackpool, avec lequel il remporte la Coupe d'Angleterre en 1953, le seul trophée collectif à son palmarès. Il compte par ailleurs cinquante-deux sélections et onze buts en équipe d'Angleterre, entre 1934 et 1957.
Malgré ses faibles succès en équipe, Stanley Matthews reste un joueur légendaire de l'histoire du football anglais grâce à ses talents de dribbleur, qui lui valent le surnom de The wizard of the Dribble en français : « le sorcier du dribble », et à son exceptionnelle longévité. Il évolue au plus haut niveau jusqu'à l'âge de 50 ans (un record en championnat d'Angleterre) et remporte à 41 ans, en 1956, la première édition du Ballon d'or récompensant le meilleur joueur européen de l'année.

## Biographie

### Enfance et débuts
Matthews naît à Hanley, près de Stoke-on-Trent. Il est le troisième des quatre garçons de la famille. Son père, coiffeur, est un champion local de boxe qui lui inculque le sens de la discipline, de la détermination et de la compétition ; une éducation et des valeurs auxquelles son fils sera fidèle tout au long de sa carrière. Considérant le talent précoce de son fils, son père l'encourage à poursuivre dans le football (après l'avoir vu marquer huit buts dans un match inter-scolaire). À 11 ans, le petit Stanley se consacre en tout cas pleinement au football dans l'espoir de faire une carrière professionnelle.
Bien qu'il soutienne l'équipe de Port Vale, c'est à Stoke City, l'autre club professionnel de la ville, qu'il signe son premier contrat en 1932, à l'âge de quinze ans. Malgré l'intérêt d'autres formations comme West Bromwich Albion, Wolverhampton Wanderers, Birmingham City ou encore Aston Villa, il est réceptif au discours du manager du club Tom Mather (en). Tout en continuant de livrer le courrier pour une rémunération d'une livre par semaine, il dispute bientôt ses premiers matchs avec les seniors. Il fait ses armes avec l'équipe réserve lors de la saison 1930-1931, puis y dispute 22 matchs l'année suivante.
Ses qualités techniques font déjà merveille et la presse nationale prédit un avenir radieux au jeune joueur. Le jour de ses 17 ans, il signe un contrat professionnel avec Stoke. Avant même qu'il ait fait ses débuts avec l'équipe fanion, il est payé au salaire maximal autorisé de 5 livres par semaine (3 livres durant la période estivale), soit l'équivalent de ce que touchent les joueurs déjà chevronnés. Son père le convainc d'économiser cet argent et de ne dépenser que les bonus.

### Premières saisons professionnelles
Stanley Matthews joue son tout premier match le 19 mars 1932 contre Bury au Gigg Lane ; les Potters l'emportent sur le score de 1-0 et Matthews découvre la rudesse des duels qui l'attendent. Lors de la pré-saison 1932-1933, il effectue une préparation personnelle poussée et prend part à une quinzaine de rencontres pendant la saison. Le 4 mars 1933, il inscrit son premier but au cours d'une victoire 3 buts à 1 sur Port Vale, le rival local. Avec un point d'avance sur Tottenham Hotspur, Stoke termine premier du championnat de deuxième division et accède par conséquent à l'élite.
Il dispute 29 matchs lors de la saison suivante, à l'issue de laquelle son équipe finit douzième du championnat. Rapide et dribbleur remarquable, il est le deuxième meilleur buteur de son équipe avec 11 buts en championnat et quatre en coupe. Au cours de la saison 1934-1935, il poursuit sa progression, tandis que Stoke assure son maintien confortablement, avec une dixième place. S'il est pour l'instant snobé par les sélectionneurs de l'équipe nationale, les journalistes locaux se chargent de faire l'éloge du jeune prodige. Matthews se trouve sélectionné par la Football League, l'organisateur du championnat anglais, pour une rencontre contre son homologue irlandaise. Les Anglais l'emportent 6 buts à 1 à The Oval de Belfast, Matthews étant impliqué dans quatre des buts des siens. Il est de nouveau retenu pour un match face aux Écossais, et obtient finalement sa première sélection avec l'Angleterre au mois de septembre.
Il continue à développer sa panoplie de dribbles et excelle notamment sur une double feinte de corps qui lui permet de prendre à contre-pied ses adversaires. En 1935-1936, Matthews dispute 45 matchs et Stoke, sous la direction de Bob McGrory (en), termine à la quatrième place en championnat, le meilleur classement de son histoire. L'ailier droit est devenu une vedette du football anglais et une véritable icône dans sa région En 1936-1937, Matthews participe à 42 rencontres, notamment l'historique victoire sur West Brom 10 buts à 3. En fin de saison, le club lui verse une prime de fidélité de 650 livres, que le conseil d'administration avait initialement fixé à 500, en argumentant que les deux premières années de Matthews au club l'étaient en tant qu'amateur - une négociation qui restera qui laissera un goût amer au joueur.
Agacé par la relative chute sportive du club et par les rumeurs qui courent dans la ville au sujet de ressentiments à son encontre au sein du vestiaire, Matthews demande à quitter le club en février 1938, ce que ses dirigeants refusent. Alors que son souhait de quitter le club commence à se faire savoir, il part prendre quelques jours de congés à Blackpool. Albert Booth, président du club, soutenu par les notables, notamment industriels de la ville, confirme son refus, tandis que 3 000 supporters se réunissent pour manifester leur opposition à ce départ. Touché par ces marques d'affection, Matthews accepte de poursuivre sa carrière avec Stoke. Malgré ses convocations régulières en équipe d'Angleterre, il joue 38 matchs pour Stoke en 1938-1939, contribuant activement à la septième place de son équipe. C'est la dernière saison pleine jouée en Angleterre avant l'interruption due à la Seconde Guerre mondiale.

### Pendant la seconde Guerre mondiale

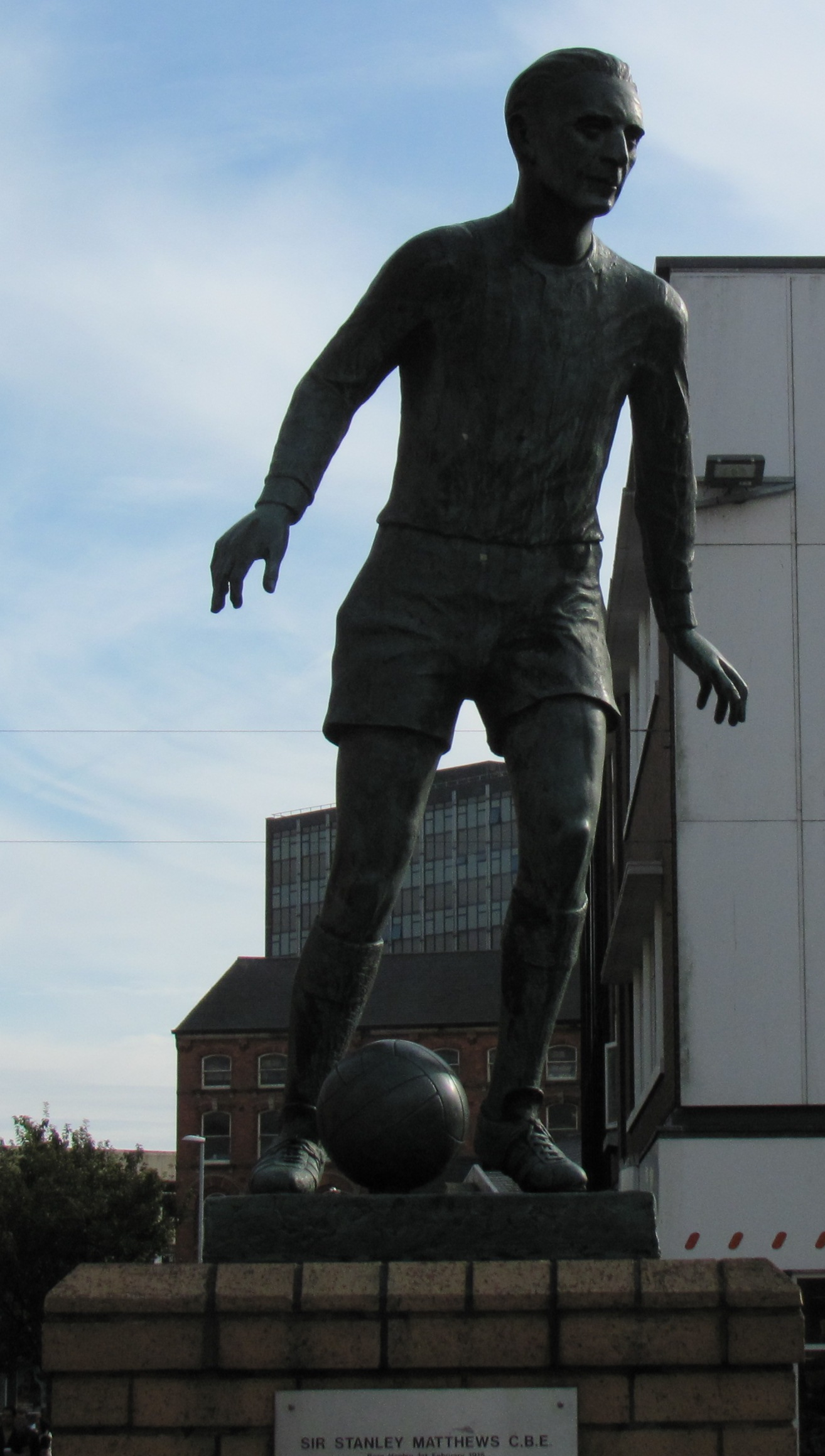
Statue de Stanley Matthews dans le centre-ville d'Hanley

La guerre coûte six années de carrière professionnelle à Matthews, entre ses 24 et ses 30 ans. Durant le conflit, il sert dans la Royal Air Force, dans un régiment cantonné à Blackpool, avec Ivor Powell comme sous-officier. Il se définit lui-même comme un gradé indulgent et facile à vivre, bien qu'il ait été élevé au rang de caporal. En ces temps de guerre, il participe à 69 rencontres de championnat et de coupe avec son club de Stoke, et 87 sous les couleurs de Blackpool, le club de sa ville d'attache. Il joue également quelques rencontres avec des clubs écossais, ainsi qu'un match amical avec Arsenal contre le Dynamo de Moscou. Un des derniers matchs qu'il ait joué durant cette période est un quart-de-finale retour de Coupe d'Angleterre entre Stoke et Bolton Wanderers en mars 1946. Cette rencontre, connue comme le Burnden Park disaster (en), est une grande tragédie, où 33 personnes trouvent la mort et 500 autres sont blessées. Profondément marqué, Matthews participe au fonds d'indemnisation et met plusieurs jours avant de retourner s'entraîner. Alors que Matthews, à 31 ans, semble s'approcher de sa fin de carrière, une souscription est lancée début 1946 dans la région de Stoke-on-Trent pour lui offrir un cadeau. 1 160 livres sont rassemblées, certes loin des 5 000 espérées, mais qui représentent déjà une forte somme dans un pays sortant d'une longue guerre.
Le championnat reprend ses droits en 1946-1947. Matthews joue 23 matchs avec Stoke City et se trouve impliqué dans 30 des 41 buts de son équipe. Stoke atteint de nouveau la quatrième place, à seulement deux points du champion, Liverpool, après avoir perdu contre Sheffield United lors de la dernière journée. Mais la fin de saison est houleuse : en février, alors que Matthews revient d'une blessure au genou, McGory lui signifie qu'il ne sera pas titularisé pour la prochaine rencontre, face à Arsenal, et lui demande de jouer d'abord en équipe réserve. Une dispute éclate, qui est dévoilée par la presse. Les relations entre Matthews, McGory et les dirigeants du club étaient houleuses de longue date. Il est dit que les coéquipiers de Matthews se sont désolidarisés de lui, ce qu'il a lui-même démenti. Matthews demande une seconde fois à être transféré, ce que le club accepte. Matthews choisit de s'engager avec Blackpool FC, une ville où il s'est installé et a acheté un hôtel l'année précédente. Alors qu'il devait rester secret jusqu'à la fin du championnat, le transfert est rapidement rendu public dans la presse, ce que le club déplora alors qu'il était en course pour le titre.

### Sous le maillot de Blackpool
Stanley Matthews est transféré à Blackpool FC le 10 mai 1947, dans la foulée d'une rencontre opposant à Glasgow une sélection de Grande-Bretagne à une autre du « reste de l'Europe (en) ». Le montant de l'indemnité de transfert pour le joueur de 32 ans est de 11 500 £, un chiffre à comparer avec la recette du match international - 30 000 £ - partagée par les fédérations des quatre Home Nations.

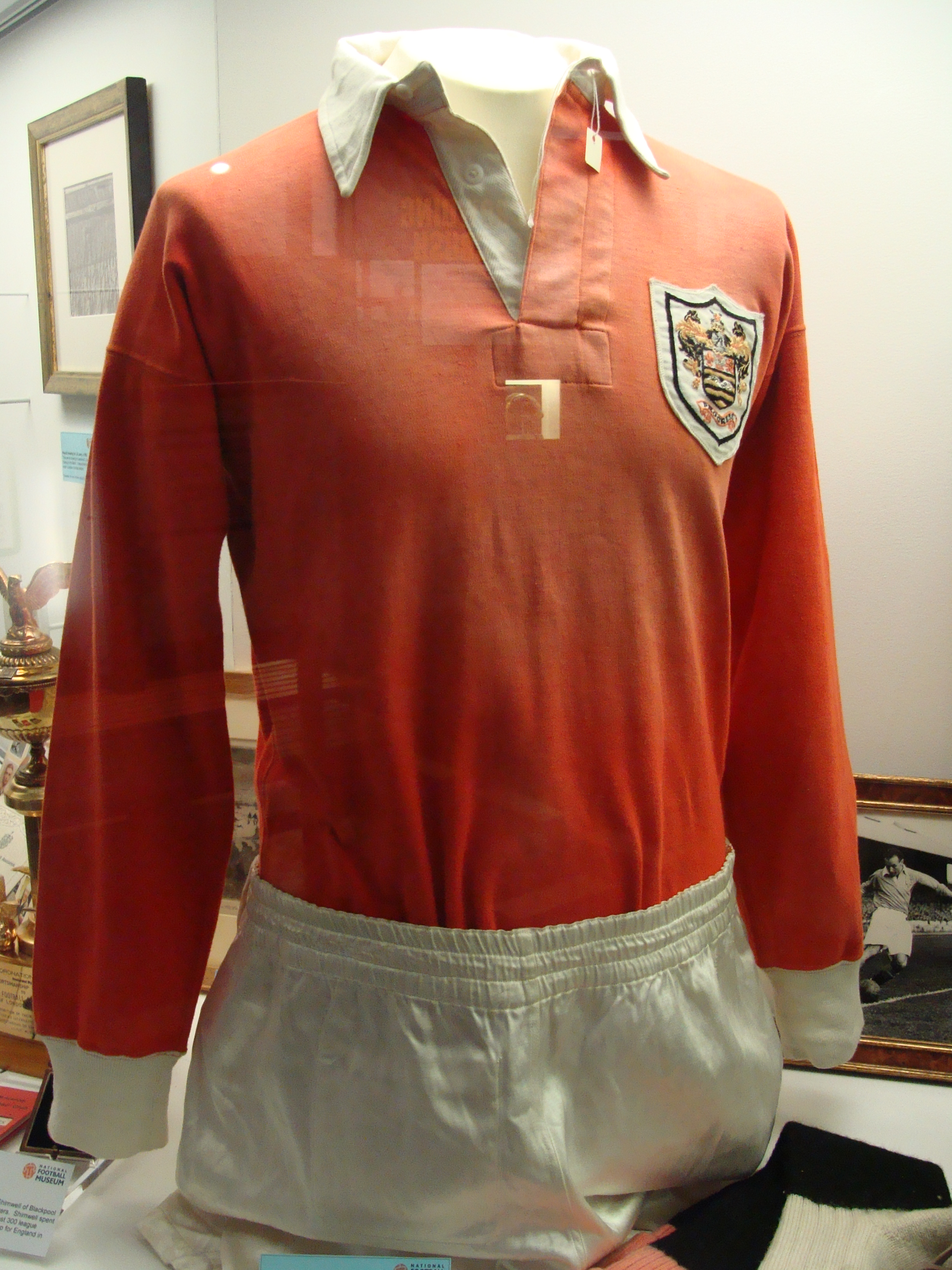
Maillot de Blackpool porté par Matthews en 1953.

Joe Smith, le manager de Blackpool, espère compter sur sa recrue pour au moins deux ans. Il le laisse volontairement libre de jouer comme il le souhaite et sait le faire, et lui adjoint plusieurs joueurs de talent, tels que Stan Mortensen, Jimmy McIntosh (en) ou encore Alex Munro (en), dans l'objectif de déployer un jeu offensif de qualité. Pour sa première saison, Blackpool finit neuvième en championnat et atteint la finale de la Coupe d'Angleterre. Le 23 avril, veille de la finale, Matthews remporte la première édition du FWA Footballer of the Year, récompensant le meilleur joueur de la saison d'après les journalistes. Après avoir mené à deux reprises la rencontre face au Manchester United de Matt Busby, Matthews offrant le second but à Mortensen, les Seasiders s'inclinent finalement 4-2.
Lors de la saison 1948-1949, Matthews ne dispute que 28 matchs à cause d'une blessure à la cheville contractée durant un match de charité, tandis que son équipe lutte pour ne pas descendre, terminant seulement seizième du championnat. La saison suivante est bien meilleure et Blackpool termine au septième rang. Même si elle n'est pas en mesure de lutter pour le titre, la formation attire de nombreux spectateurs, aussi bien à domicile qu'à l'extérieur, en raison du beau jeu pratiqué. Matthews touche alors 12£ par semaine, le salaire maximum autorisé pour un footballeur en Angleterre.
En 1951 Blackpool atteint une improbable 3e place, Matthews disputant 44 matchs pendant la saison. Le club atteint une nouvelle fois la finale de la Coupe d'Angleterre, à laquelle il se présente en favori face à Newcastle United. Il s'incline pourtant sur un doublé de Jackie Milburn. Touché par une nouvelle blessure à la cheville en novembre, à 36 ans, il semble qu'il se rapproche de la fin de sa carrière sportive. Éloigné des terrains, il travaille notamment dans l'hôtel dont il est propriétaire avec son épouse et devient végétarien. Le nouveau manager de Stoke City Frank Taylor (en) le contacte pour organiser son retour, mais Joe Smith s'y oppose, persuadé que les meilleures années de Matthews sont à venir.
Malgré une nouvelle blessure qui l'éloigne trois mois des terrains, les propos de Smith se confirment et Blackpool se qualifie en 1953 pour une nouvelle finale de FA Cup, la troisième dans la carrière de Matthews. Le 2 mai 1953, quelques semaines avant le couronnement de la reine Élisabeth II, 100 000 spectateurs se rassemblent à Wembley, et des millions d'autres assistent à la finale à la télévision, qui retransmet l'événement en direct pour la première fois. Mené 1-3 par Bolton à vingt minutes de la fin, Blackpool compte sur son ailier droit de 38 ans qui fait basculer le match. Il provoque la réduction du score grâce à un centre mal repoussé par le gardien de but, avant l'égalisation de son coéquipier Stan Mortensen à une minute de la fin. Il reste quelques secondes à jouer quand Matthews part en dribble et, après un crochet raffiné, offre à Bill Perry le but de la victoire, devant un public devenu hystérique. Malgré le coup du chapeau de son coéquipier Stan Mortensen, la finale reste connue comme The Matthews Final, un qualificatif qu'il rejettera lui-même étant donné le rôle de ses coéquipiers. La presse multiplie après la finale les éloges de l'ailier, dont c'est la véritable heure de gloire.
L'année suivante, une nouvelle saison pleine de sa part contribue à la 6e place de Blackpool, même si le club s'incline en Coupe d'Angleterre dès le 5e tour (8e de finale) face à Port Vale. L'année suivante, les mauvaises performances de l'équipe, qui termine 19e, fait qu'il est la cible des journalistes, qui pointe particulièrement son grand âge. Pour autant, le manager d'Arsenal Tom Whittaker l'approche discrètement pour tenter d'obtenir son transfert - en vain. Grâce à l'éclosion de nouveaux talents, tels Jackie Mudie et Jimmy Armfield, le Blackpool de Smith atteint une historique 2e place en 1955-1956, à neuf points de Manchester United. Matthews déclare que le match qu'il réalise contre Arsenal lors du premier match de la saison est le plus réussi de sa carrière. En fin d'année 1956, Matthews est le premier vainqueur du Ballon d'or de France Football, récompensant le meilleur joueur européen de l'année, devant le meneur de jeu du Real Madrid CF Alfredo Di Stéfano.
Toujours titulaire mais amoindri par une blessure, il ne joue « que » 25 matchs de championnat la saison suivante, que Blackpool termine à la 4e place. Il inscrit son 18e but pour Blackpool face à Tottenham Hotspur le 3 septembre 1956. Blackpool termine à la 7e place en 1957-1958, à la suite de quoi Joe Smith quitte le club.
Le remplacement de Smith, Ron Suart, n'a pas la même confiance que son prédécesseur en Matthews, auquel il demande de se tenir strictement sur l'aile. Matthews ne joue que 19 matchs en 1958-1959, puis 15 l'année suivante, où il doit compter sur la concurrence d'Arthur Kaye, recruté pour le remplacer, et d'un autre ailier droit de talent avec le jeune Steve Hill (en). Avec le départ de Kaye, il réalise une année 1960-1961 pleine, mais le club échappe de peu à la relégation. Poussé sur le banc par Hill au début de la saison 1961-1962, il ne joue plus. Il dispute son 440e et dernier match pour Blackpool sur le terrain d'Arsenal, Highbury, le 7 octobre 1961.
Quelques semaines après son ami Jackie Mudie, il quitte Blackpool pour Stoke City, son club formateur, qui évolue en deuxième division, où le manager Tony Waddington l'accueille volontiers. Blackpool négocie une indemnité de transfert de 3 500 £, très importante étant donné l'âge du joueur (46 ans) et son état physique.

### Fin de carrière

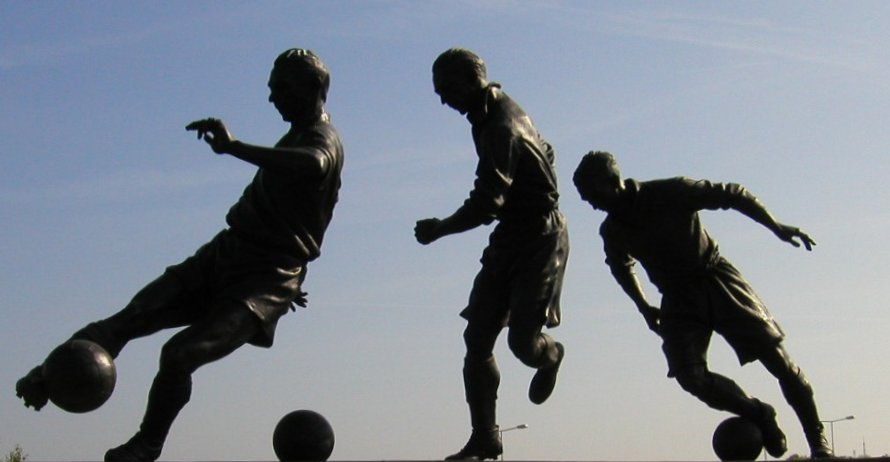
Statue de Stanley Matthews au Britannia Stadium à Stoke-on-Trent

À Stoke City, Matthews découvre la deuxième division, après 28 ans de carrière... Il signe cependant un contrat lucratif de 50 £ par semaine, le double de ce qu'il touchait à Blackpool. Son recrutement fait l'événement : pour son premier match, le 24 octobre 1961, l'affluence est la triple de celle du match précédent, et Stoke l'emporte 3-0,. Il réalise une première saison correcte, mais la seconde, où il reçoit le soutien sur le terrain d'Eddie Clamp, est nettement meilleure. L'équipe, qui compte de nombreux vétérans de talent (Jackie Mudie, Jimmy O'Neill, Eddie Stuart, Don Ratcliffe, Dennis Viollet et Jimmy McIlroy), remporte le championnat, un titre que Matthews a déjà remporté trente ans plus tôt. Malgré le fait de jouer en deuxième division, il est élu meilleur joueur FWA de la saison en Angleterre, à 48 ans et quinze ans après son premier trophée.
Matthews retrouve la première division. Sujet à une nouvelle blessure, il manque de nombreux matchs en milieu de saison, et notamment la finale de la Coupe de la Ligue anglaise, perdue face à Leicester City en avril. Lucide sur le temps qui lui est dorénavant nécessaire pour se rétablir de ses petites blessures, Matthews décide d'arrêter sa carrière après une dernière saison. Finalement, il passe l'exercice 1964-1965 en équipe réserve. Il fait sa dernière apparition professionnelle (et la seule de la saison) le 6 février 1965, juste après son 50e anniversaire, à la suite des blessures de Peter Dobing et Gerry Bridgwood. Stoke l'emporte 3-1 sur Fulham. Il déclare qu'il se retire du football trop tôt et qu'il aurait pu jouer encore deux ans.
Stoke City organise un match jubilé en honneur de Matthews. Le match se tient au Victoria Ground le 28 avril 1965, devant 35 000 spectateurs,. En avant-match, Harry Johnston et Walley Barnes dirigent deux équipes composées de vétérans de légende : Bert Trautmann, Tim Ward, George Hardwick, Jimmy Hill, Neil Franklin, Don Revie, Stan Mortensen, Nat Lofthouse, Jimmy Hagan, Tom Finney et Frank Bowyer d'un côté, Jimmy O'Neill, Jimmy Scoular, Danny Blanchflower, Jimmy Dickinson, Hughie Kelly, Bill McGarry, Jackie Mudie, Jackie Milburn, Jock Dodds, Ken Barnes et Arthur Rowley d'autre part. Le grand match oppose lui une sélection d'amis de Stan (Stan's XI), composée de joueurs de Football League et notamment Bobby Charlton, à une sélection internationale, composée notamment de Ferenc Puskás, Alfredo Di Stéfano, Josef Masopust et Lev Yachine, qui l'emporte 6 buts à 4,,.

### Carrière internationale
Après avoir notamment joué pour England Schoolboys et la sélection de la Football League, Stanley Matthews fait ses débuts internationaux avec l'équipe d'Angleterre en 1934, à 19 ans, face au Pays de Galles. Les Anglais l'emportent 4-0 au Ninian Park, Matthews inscrivant le 3e but.
Son deuxième match, face à l'Italie, championne du monde en titre, est resté célèbre comme la « Bataille de Highbury ». Les Anglais l'emportent 3-2 (Matthews offrant un but à Eric Brook), malgré les brutalités de leur adversaire. Matthews dira que ce fut le match le plus violent auquel il a assisté pendant sa carrière. Il fait une troisième apparition contre l'Allemagne (passée sous domination nazie) le 4 décembre 1935. Malgré la nette victoire anglaise (3-0), il est dominé par son adversaire direct Reinhold Münzenberg, ce qui lui vaut d'être critiqué par les supporteurs et la presse.
Il doit attendre le 17 avril 1937 pour avoir une nouvelle chance, face à l'Écosse, devant les 149 000 spectateurs d'Hampden Park. Malade (comme il le sera souvent avant les grandes occasions), il ne brille pas particulièrement, et les Anglais s'inclinent (3-1) malgré une bonne performance d'ensemble. Quelques mois plus tard, il marque enfin les esprits en réalisant un coup du chapeau (trois buts dans une même rencontre) contre la sélection tchèque.
En 1938 il honore huit capes avec l'Angleterre. La première est une défaite face à l'Écosse du jeune Bill Shankly. Il visite ensuite Berlin, où il est témoin du culte de la personnalité autour d'Adolf Hitler. La fédération anglaise demande aux joueurs de réaliser le salut nazi dans une logique d'apaisement entre les deux pays,. De nouveau opposé à Münzenberg, Matthews prend cette fois le dessus, et l'Angleterre l'emporte 6 buts à 3 sur l'Allemagne. L'Angleterre s'incline ensuite de façon inattendue contre la Suisse (1-2), puis bat la France à Paris (4-2). En fin d'année, les Anglais s'inclinent à Cardiff contre les Gallois (2-4), malgré un but de Matthews, puis remportent trois matchs nettement, contre une sélection européenne, contre la Norvège puis contre l'Irlande.
Le 15 avril 1939, les Anglais prennent leur revanche en battant l'Écosse au Hampden Park, devant 142 000 spectateurs, grâce à un but tardif de Tommy Lawton servi par Matthews. Les Anglais réalisent une nouvelle tournée en Europe, au cours de laquelle ils font match nul avec l'Italie, championne du monde (2-2), dans une ambiance chaleureuse qui contraste avec la rigidité du régime de Benito Mussolini et le souvenir des violences de cinq ans plus tôt. Sorti blessé du match contre l'Italie, Matthews réalise un match quelconque face à la Yougoslavie (vainqueur 2-1), et ne dispute pas la rencontre face à la Roumanie.
La Seconde Guerre mondiale éclate et interrompt momentanément le football international. L'équipe nationale joue cependant de nombreux matchs de gala. Matthews porte ainsi pendant cette période 29 fois le maillot de l'équipe nationale lors de rencontres restées non officielles,. Au début de l'année 1946, il compte au total 44 apparitions en équipe d'Angleterre, un record qui lui vaut récompense de la part de la fédération.
À la différence de Raich Carter (en) et Tommy Lawton, Matthews n'est cependant pas rappelé tout de suite lors des premiers matchs de la sélection anglaise en 1946. Walter Winterbottom le convoque de nouveau le 12 avril 1947 lors d'un match face à l'Écosse à Wembley (1–1). Matthews est de la défaite surprise en Suisse (0-1) puis de l'écrasante victoire au Portugal, face auquel il inscrit le dixième et dernier but. En septembre, Matthews brille particulièrement face à Belgique, en étant à l'origine des cinq buts anglais (5-2). En avril 1948, il participe à une nouvelle victoire face à l'Écosse au Hampden Park (2-0), mais se trouve l'objet par une enquête de la fédération pour avoir réclamé du thé et des biscuits. Le mois suivant, il est de la brillante victoire en Italie (4-0), au cours de laquelle il met au supplice son vis-à-vis Alberto Eliani (en). La légende veut qu'il se soit ce jour-là repeigné pendant le match en marque de défi, mais Matthews le dément.
Malgré ses bonnes performances, Winterbottom cherche à le remplacer par un ailier plus défensif, et ne l'utilise pratiquement pas en 1949. Il est inclus de justesse à la sélection pour la Coupe du monde de 1950 au Brésil, la première à laquelle daigne prendre part l'Angleterre, annoncée comme favorite. Mais la fédération ne prend pas vraiment la compétition au sérieux : les joueurs sont mal nourris et se trouvent privés de terrain d'entraînement. Matthews ne participe ni à la victoire inaugurale sur le Chili (2-0), ni à l'infamante défaite face aux États-Unis (0-1). Il joue le troisième match face à l'Espagne, qui l'emporte (1-0) au Maracanã et élimine l'Angleterre.
Il ne joue plus en sélection pendant un temps. La consécration en FA Cup en 1953 lui vaut de revenir en scène. Il fait son retour en octobre 1953 pour un match de gala face à une sélection européenne, organisé pour les 90 ans de la fédération anglaise, puis participe à la fameuse défaite face au Onze d'or hongrois de novembre 1953, vainqueur 6-3 à Wembley. Admiratif du jeu hongrois, Mathews ne cache pas ses critiques contre la fédération et les dirigeants du football anglais. Écarté, il n'est pas de la terrible défaite (1-7) de mai 1954 en Hongrie, et se trouve finalement appelé pour la Coupe du monde de 1954 en Suisse. Il y joue le premier match face à la Belgique (4-4), puis le troisième contre l'Uruguay, champion du monde en titre et vainqueur 4-2,. Fin 1954, il accompagne la première sélection de Don Revie face au pays de Galles puis participe à la victoire de prestige à Wembley sur l'Allemagne (3-1), vainqueur surprise de la dernière Coupe du monde. En avril 1955, à 40 ans, il réalise avec Revie un match remarquable face à l'Écosse, balayé 7 buts à 2
En 1956, Matthews devance l'Espagnol Alfredo Di Stéfano et le Français Raymond Kopa dans la course au premier Ballon d'or, récompensant le meilleur joueur européen de l'année. Alors que Di Stéfano et Kopa bénéficient du parcours de leur club respectif lors de la première édition de la Coupe d'Europe des clubs, Matthews est récompensé de l'invincibilité de l'Angleterre cette année-là, marquée notamment par une victoire sur le Brésil (4-2) en Angleterre en mai où il brille particulièrement. Face à l'Irlande du Nord, le 6 octobre 1956, il devient à 41 ans et 248 jours le buteur le plus âgé de l'histoire de la sélection anglaise. En sélection plus encore qu'en club, sa technique et son talent de dribbleur impressionnent les observateurs, en dépit de son âge avancé.
Il dispute trois matchs qualificatifs pour la Coupe du monde de 1958, pour autant de victoires sur l'Irlande et le Danemark. Le 15 mai 1957, il devient le joueur le plus âgé à avoir jamais été sélectionné en équipe d'Angleterre. Ce sera sa dernière apparition. Malgré la pression populaire, il n'est pas sélectionné pour la Coupe du monde en Suède. Son bilan s'arrête à 54 matches officiels sous les couleurs anglaises pour un total de 12 buts. Seules 52 sélections (et 11 buts) sont cependant reconnus par la FIFA. Avec la sélection il aura remporté neuf fois le British Home Championship. Il est le joueur ayant connu la plus longue carrière internationale en Angleterre : près de 23 ans.

### Reconversion et fin de vie
Matthews entraîne Port Vale FC pendant trois ans, à la fin des années 1960. Le club a de gros soucis de paiements de ses joueurs et se voit un temps suspendu puis réintégré dans le championnat.
Quelques semaines après sa retraite sportive, Matthews est recruté comme manager par le grand rival de Stoke City, Port Vale, avec son ami Jackie Mudie. Étant donné la situation financière précaire du club, le duo a comme ambition de former des jeunes du Nord-Est de l'Angleterre et de les transférer une fois arrivés à maturité, afin de redresser progressivement le club. En cela, leur modèle est le travail de Dario Gradi à Crewe Alexandra. Il détecte ainsi notamment Mick Cullerton (en), mais à l'inverse se trompe sur le cas Ray Kennedy. La situation financière du club est telle que Mudie et Matthews ne sont pas toujours payés. Après la démission de Mudie en mai 1967, Matthews reste seul à bord. En février-mars 1968, le club est condamné à payer 4 000 £ pour des irrégularités financières, et exclu de la Football League. Matthews doit user de ses relations et de son aura pour sauver le club. Il quitte finalement son poste en mai 1968, alors que le club lui doit 9 000 £ d'arriérés de salaire, et s'implique dans l'école de formation du club. En décembre 1970, les dirigeants s'accordent avec Matthews pour lui verser 3 300 £, sur les 10 000 £ qu'ils lui doivent, en règlement de la situation. Le joueur Roy Sproson (en) dira plus tard que Matthews s'est fait abuser par des gens qui ne méritaient pas sa confiance. Dégoûté, Matthews renonce à toute nouvelle expérience de direction dans le football anglais.
En 1970, alors qu'il s'est installé à Malte près de Paola, le club d'Hibernians l'approche pour qu'il accompagne l'équipe et son jeune entraîneur Joe Attard. Il accepte et assiste notamment à l'improbable match nul arraché par les Maltais face au Real Madrid au premier tour de la Coupe d'Europe des vainqueurs de coupe (0-0). Pendant la saison, le club remporte la Coupe de Malte, ainsi que la Sons Of Malta Cup et la Coupe de l'Indépendance.
De 1953 à 1978, Matthews consacre ses étés à l'accompagnement et à la formation de jeunes joueurs de pays africains (Afrique du Sud, Nigeria, Ghana, Ouganda, Tanzanie),. En 1975 à Soweto, il forme une équipe d'écoliers noirs, appelée Stan's Men. Malgré l'interdiction due aux lois d'apartheid, il les fait quitter le pays, une première pour une équipe de football noire d'Afrique du Sud, et voyager au Brésil, grâce au soutien de Coca-Cola et du Johannesburg Sunday Times. Le groupe rencontre notamment le Brésilien Zico et Ronnie Biggs.
Matthews dispute son dernier match public à 70 ans, avec la sélection des England Veterans XI contre leur homologue du Brésil en 1985. Opposés à Amarildo, Tostão ou encore Jairzinho, les Anglais s'inclinent 6-1,.
Après avoir traversé le monde, Matthews retourne s'installer à Stoke-on-Trent avec sa femme Mila en 1989, et devient président, à titre plus ou moins honorifique, de Stoke City et de Blackpool. Il disparaît le 23 février 2000, un an après sa compagne, à l'âge de 85 ans à Stoke-on-Trent. 100 000 personnes accompagnent le cortège funèbre jusqu'à sa dernière demeure. Ses cendres sont dispersées au Britannia Stadium, le stade de Stoke qu'il avait inauguré peu de temps avant. Quelque temps après, une statue à son effigie est dressée au cœur de sa cité natale.

## Image populaire
Étonnant footballeur, Stanley Matthews n'avait pas son pareil pour captiver les foules, en dépit d'un physique assez quelconque (maigre, crâne dégarni, épaules voûtées). Durant les trente ans de sa carrière, il impressionne le public par ses prouesses avec le ballon, faites de dribbles, d'esquive et d'intelligence de jeu,. Mais outre ses qualités techniques, sa personnalité lui permet de se faire apprécier à la fois du public populaire et des classes supérieures. Son abnégation, sa solidarité et la fidélité à son équipe plaisent aux premiers, tandis les seconds apprécient sa qualité de vrai gentleman, apôtre du fair-play, au comportement irréprochable sur terrain et discret dans sa vie publique. Son humilité est aussi illustrée par le fait qu'il n'ait jamais été nommé capitaine, alors que pendant la deuxième moitié de sa carrière il était de fait le joueur le plus âgé et le plus expérimenté sur le terrain.
Pour parachever une carrière hors normes, Sir Stanley Matthews est désigné meilleur joueur de l'année en Angleterre en 1963, à 48 ans. Son exceptionnelle longévité est notamment attribuée au fait qu'il ne boive pas d'alcool et soit devenu végétarien. Il s'entraînait aussi beaucoup, ne fumait pas (ce qui n'était pas si commun à l'époque) et jeûnait chaque lundi.
Stanley Matthews est aussi le premier joueur de football à connaître les honneurs royaux pendant sa carrière. Le 2 janvier 1957, il est le premier d'entre eux à apparaître sur la Liste des honneurs du nouvel an, en étant fait « Compagnon de l'Ordre de l'Empire britannique » (CBE). Huit ans plus tard, il est anobli par la reine (au rang de Knight Bachelor) pour services rendus au football, alors que sa carrière n'est pas formellement terminée,,. Cette fois et contrairement à 1957, aucune média ne se risque à critiquer cette promotion.
Après sa mort, de nombreux éloges lui sont adressés. Pelé dit notamment de lui qu'il est celui « qui nous a montré la manière dont le football devrait être joué ».
Matthews fait partie des membres inauguraux de l'English Football Hall of Fame en 2002.

## Statistiques
Stanley Matthews a disputé au cours de sa carrière 780 matchs en championnat (D1 et D2 confondus) et coupe d'Angleterre.
| Saison                | Club                  | Championnat           | Championnat | Championnat | Coupe(s) nationale(s) | Coupe(s) nationale(s) | Angleterre | Angleterre | Total | Total |
| Saison                | Club                  | Division              | M.          | B.          | M.                    | B.                    | M.         | B.         | M.    | B.    |
| 1931-1932             | Stoke City            | Second Division       | 2           | 0           | -                     | -                     | -          | -          | 2     | 0     |
| 1932-1933             | Stoke City            | Second Division       | 15          | 1           | -                     | -                     | -          | -          | 15    | 1     |
| 1933-1934             | Stoke City            | Premier Division      | 29          | 11          | 4                     | 4                     | -          | -          | 33    | 15    |
| 1934-1935             | Stoke City            | Premier Division      | 36          | 10          | 1                     | 1                     | 2          | 1          | 39    | 12    |
| 1935-1936             | Stoke City            | Premier Division      | 40          | 10          | 5                     | 0                     | 1          | 0          | 46    | 10    |
| 1936-1937             | Stoke City            | Premier Division      | 40          | 7           | 2                     | 0                     | 1          | 0          | 43    | 7     |
| 1937-1938             | Stoke City            | Premier Division      | 38          | 6           | 3                     | 0                     | 6          | 5          | 47    | 11    |
| 1938-1939             | Stoke City            | Premier Division      | 36          | 2           | 2                     | 0                     | 6          | 2          | 44    | 4     |
| 1939-1940             | Stoke City            | Premier Division      | 3           | 0           | -                     | -                     | -          | -          | 3     | 0     |
| 1945-1946             | Stoke City            | FA Cup                | -           | -           | 8                     | 0                     | -          | -          | 8     | 0     |
| 1946-1947             | Stoke City            | Premier Division      | 20          | 4           | 5                     | 1                     | 3          | 0          | 28    | 5     |
| Sous-total            | Sous-total            | Sous-total            | 256         | 51          | 30                    | 6                     | 19         | 8          | 305   | 65    |
| 1947-1948             | Blackpool FC          | Premier Division      | 33          | 1           | 6                     | 0                     | 5          | 1          | 44    | 2     |
| 1948-1949             | Blackpool FC          | Premier Division      | 25          | 3           | 3                     | 0                     | 5          | 1          | 33    | 4     |
| 1949-1950             | Blackpool FC          | Premier Division      | 31          | 0           | 3                     | 0                     | 1          | 0          | 35    | 0     |
| 1950-1951             | Blackpool FC          | Premier Division      | 36          | 0           | 8                     | 0                     | 2          | 0          | 46    | 0     |
| 1951-1952             | Blackpool FC          | Premier Division      | 18          | 1           | 1                     | 0                     | -          | -          | 19    | 1     |
| 1952-1953             | Blackpool FC          | Premier Division      | 20          | 4           | 7                     | 1                     | -          | -          | 27    | 5     |
| 1953-1954             | Blackpool FC          | Premier Division      | 30          | 2           | 7                     | 0                     | 4          | 0          | 41    | 2     |
| 1954-1955             | Blackpool FC          | Premier Division      | 34          | 1           | 1                     | 0                     | 7          | 0          | 42    | 1     |
| 1955-1956             | Blackpool FC          | Premier Division      | 36          | 3           | 1                     | 0                     | 2          | 0          | 39    | 3     |
| 1956-1957             | Blackpool FC          | Premier Division      | 25          | 2           | 4                     | 0                     | 7          | 1          | 36    | 3     |
| 1957-1958             | Blackpool FC          | Premier Division      | 28          | 0           | 1                     | 0                     | -          | -          | 29    | 0     |
| 1958-1959             | Blackpool FC          | Premier Division      | 19          | 0           | 6                     | 0                     | -          | -          | 25    | 0     |
| 1959-1960             | Blackpool FC          | Premier Division      | 15          | 0           | -                     | -                     | -          | -          | 15    | 0     |
| 1960-1961             | Blackpool FC          | Premier Division      | 27          | 0           | 1                     | 0                     | -          | -          | 28    | 0     |
| 1961-1962             | Blackpool FC          | Premier Division      | 2           | 0           | -                     | -                     | -          | -          | 2     | 0     |
| Sous-total            | Sous-total            | Sous-total            | 379         | 17          | 49                    | 1                     | 33         | 3          | 461   | 21    |
| 1961-1962             | Stoke City            | Second Division       | 18          | 2           | 3                     | 1                     | -          | -          | 21    | 3     |
| 1962-1963             | Stoke City            | Second Division       | 31          | 1           | -                     | -                     | -          | -          | 31    | 1     |
| 1963-1964             | Stoke City            | Premier Division      | 9           | 0           | 4                     | 1                     | -          | -          | 13    | 1     |
| 1964-1965             | Stoke City            | Premier Division      | 1           | 0           | -                     | -                     | -          | -          | 1     | 0     |
| Sous-total            | Sous-total            | Sous-total            | 59          | 3           | 7                     | 2                     | -          | -          | 66    | 5     |
| Total sur la carrière | Total sur la carrière | Total sur la carrière | 694         | 71          | 86                    | 9                     | 52         | 11         | 832   | 91    |

## Palmarès

### Joueur
Club
- Stoke City
  - Championnat d'Angleterre de football de deuxième division en 1933 et 1963.
  - Finaliste de la Coupe de la Ligue anglaise de football en 1964

- Blackpool
  - Coupe d'Angleterre de football en 1953.
  - Finaliste de la Coupe d'Angleterre de football en 1948 et 1951.

Sélection
- Angleterre
  - British Home Championship : 1934 (partagé), 1937, 1938 (partagé), 1947, 1948, 1950, 1951 (partagé), 1954, 1955

Individuel
- Joueur de l'année FWA du Championnat d'Angleterre de football : 1948, 1963
- Ballon d'or : 1956.

### Distinctions
- Compagnon de l'Ordre de l'Empire britannique (CBE) : 1957
- Knight Bachelor : 1965
- Ordre du mérite de la FIFA (en) : 1992
- Membre de l'English Football Hall of Fame : 2002